# هارموني أو إس
هارموني (بالإنجليزية: Harmony)، (بالصينية: 鸿蒙) أو هونغ منغ، هو نظام تشغيل معتمد على نواة لينكس والبرامج الأخرى مفتوحة المصدر، تم تصميمه للأجهزة المحمولة المزودة بشاشة تعمل باللمس، مثل الهواتف الذكية والأجهزة اللوحية والساعات الذكية والسيارات وأجهزة التلفزيون. أعلنت عنه شركة هواوي في مارس 2019، تنوي هواوي استخدامه بعد إعلان شركة ألفابت المالكة لجوجل إيقاف التحديثات الجديدة من أندرويد على هواتف هواوي بعد 9 أغسطس 2019. وقد بدأت هواوي العمل على تطويره منذ عام 2012 جاء اسم “هارموني” من معنى الكلمة بالإنجليزية والتي تعني التمازج أو الانسجام.
تم الكشف عن النظام في 9 أغسطس 2019، وهو مصمم بشكل أساسي لأجهزة إنترنت الأشياء (IoT). تم اعتماد الإصدار 1.0 لأول مرة في سبتمبر 2019 على الشاشات الذكية التي تم إطلاقها في الصين فقط. ثم تم الإعلان عن الإصدار 2.0 من في 2 يونيو 2021 مع دعم الهواتف الذكية وسماعات الرأس والساعات وأجهزة التلفزيون الذكية. تم إصدار أول نسخة تجريبية للمطورين المختارين في 16 ديسمبر 2020 عبر تحديثات هوائية، والتي تسمح أيضًا للمطورين بإعادة هواتفهم إلى واجهة EMUI 11.
وقد أعلنت هواوي عنه بعد أزمة العقوبات الأمريكية التي تعرضت لها الشركة في مايو 2019.
من عام 2019 إلى عام 2024، استندت الإصدارات من 1 إلى 4 من نظام التشغيل إلى شيفرة مشروع أندرويد مفتوح المصدر (AOSP) ونواة لينكس؛ مما سمح بتحميل العديد من تطبيقات أندرويد على نظام هارموني أو إس.
أُطلق على الإصدار التالي من نظام هارموني أو إس HarmonyOS اسم HarmonyOS NEXT. أُعلن عن HarmonyOS NEXT في 4 أغسطس 2023، وأُطلق رسميًا في 22 أكتوبر 2024. استبدل هذا الإصدار نظام OpenHarmony متعدد النواة بنواة HarmonyOS المصغرة الخاصة به، وأزال جميع شيفرات أندرويد.
منذ الإصدار 5، أصبح هارموني أو إس يدعم التطبيقات الخاصة به فقط. في مايو 2025 كشفت هواوي رسميًا عن نظام تشغيل لأجهزة الكمبيوتر بنظامه البيئي.

## تاريخ
تُرجع التقارير المحيطة بنظام التشغيل الداخلي الذي تقوم شركة هواوي بتطويره إلى عام 2012. وقد تكثفت في مايو 2019 بعد أن تعرضت شركة هواوي لقيود التصدير من قبل حكومة الولايات المتحدة بسبب انتهاكاتها لعقوبات الولايات المتحدة ضد إيران. وصف ريتشارد يو، المسؤول التنفيذي لشركة هواوي، هذا النظام بأنه “خطة ب” في حالة منعها من استخدام أندرويد على منتجات الهواتف الذكية في المستقبل.
ذكرت بعض وسائل الإعلام أن نظام التشغيل هذا – المشار إليه أيضاً باسم “هونغ مونغ أو إس” – يمكن أن يصدر في الصين إما في أغسطس أو سبتمبر 2019، مع إصدار عالمي في الربع الثاني من عام 2020.
في 24 مايو 2019، سجلت شركة هواوي “هونغ مونغ أو إس” كعلامة تجارية في الصين. وفي نفس اليوم، سجلت هواوي أيضاً الاسم "هارموني أو إس كعلامة تجارية للنظام لإطلاقه في باقي دول العالم وتم تسجيل علامات تجارية أيضاً تحيط بـ “Ark OS” ومتغيرات مع مكتب الاتحاد الأوروبي للملكية الفكرية.
في يوليو 2019، صرح رئيس هواوي لينج هاو أن نظام التشغيل كان مخصصًا للاستخدام “الصناعي” وأن هواوي “ لم يقرر بعد ما إذا كان يمكن تطوير نظام هارموني أو إس كنظام تشغيل للهاتف الذكي في المستقبل” (مفضلاً استمرار استخدام أندرويد لهذه الأجهزة). بناءً على البيان، صرحت نائبة رئيس شركة هواوي، كاثرين تشن، بأنها نظام تشغيل مضمن مصمم لأجهزة إنترنت الأشياء (IoT).

## انظر أيضّاً
تحالف التنقل الذكي هارموني